# Nyctinomops
Nyctinomops ist eine Gattung aus der Familie der Bulldoggfledermäuse (Molossidae), deren Vertreter in Nord- und Südamerika beheimatet sind.

## Beschreibung
Vertreter der Gattung Nyctinomops haben eine Kopf-Rumpf-Länge von 54 bis 84 mm, eine Schwanzlänge von 34 bis 57 und eine Unterarmlänge von 41 bis 64 mm. Die Fellfarbe ist braun bis rötlich, wobei der Bauch meist heller ist. Die Tiere dieser Gattung unterscheiden sich von der Mexikanischen Bulldoggfledermaus (Tadarida brasiliensis) durch die schmalere Schnauze, dem Fehlen des dritten unteren Schneidezahns und den verbunden statt getrennten Ohren.

## Lebensweise
Nyctinomops-Arten sind wie die meisten Fledermäuse nachtaktiv und ernähren sich von Insekten. Den Tag verbringen sie in Felsspalten und Gebäuden. Dabei sind sie weniger gesellig als die Mexikanische Bulldoggfledermaus und Mutterkolonien erreichen selten Größen von über 100 Individuen. Die Männchen gelten als einzelgängerisch.

## Arten und Verbreitung
Es werden vier Arten unterschieden, die deutschen Namen folgen T. C. H. Cole:
- Peale-Freischwanzfledermaus (Nyctinomops aurispinosus) (Peale, 1848) – In Mexiko, Venezuela, Kolumbien, Ecuador und Peru, sowie an der Ostküste Brasiliens beheimatet.
- Taschen-Freischwanzfledermaus (Nyctinomops femorosaccus) (Merriam, 1899) – Im Süden der Vereinigten Staaten und in Mexiko beheimatet.
- Breitohrfledermaus (Nyctinomops laticaudatus) (Geoffroy, 1805) – Von Mexiko bis Uruguay sowie auf Kuba beheimatet. Fälschlicherweise auch Tadarida espiritosantensis oder Nyctinomops laticaudata genannt.
- Große Freischwanzfledermaus (Nyctinomops macrotis) (Gray, 1839) – Von Süden der Vereinigten Staaten bis Argentinien beheimatet. Fälschlicherweise auch Tadarida molossa genannt.

Alle Arten werden von der IUCN als ungefährdet eingestuft.